# Sassacus arcuatus
Sassacus arcuatus är en spindelart som beskrevs av Simon 1901 [1902. Sassacus arcuatus ingår i släktet Sassacus och familjen hoppspindlar. Inga underarter finns listade i Catalogue of Life.